# Saint-Cyr-les-Colons
Pour les articles homonymes, voir Saint-Cyr et colon.
Saint-Cyr-les-Colons est une commune française située dans le département de l'Yonne, en région Bourgogne-Franche-Comté.

## Géographie

### Climat
Pour des articles plus généraux, voir Climat de la Bourgogne-Franche-Comté et Climat de l'Yonne.
En 2010, le climat de la commune est de type climat océanique dégradé des plaines du Centre et du Nord, selon une étude du Centre national de la recherche scientifique s'appuyant sur une série de données couvrant la période 1971-2000. En 2020, Météo-France publie une typologie des climats de la France métropolitaine dans laquelle la commune est exposée à un climat océanique altéré et est dans la région climatique  Lorraine, plateau de Langres, Morvan, caractérisée par un hiver rude (1,5 °C), des vents modérés et des brouillards fréquents en automne et hiver. 
Pour la période 1971-2000, la température annuelle moyenne est de 10,6 °C, avec une amplitude thermique annuelle de 16,1 °C. Le cumul annuel moyen de précipitations est de 828 mm, avec 12,2 jours de précipitations en janvier et 8 jours en juillet. Pour la période 1991-2020, la température moyenne annuelle observée sur la station météorologique de Météo-France la plus proche, « Chablis_sapc », sur la commune de Chablis à 9 km à vol d'oiseau, est de 11,6 °C et le cumul annuel moyen de précipitations est de 740,3 mm. 
La température maximale relevée sur cette station est de 42,6 °C, atteinte le 25 juillet 2019 ; la température minimale est de −24,2 °C, atteinte le 16 janvier 1985,,. 
Les paramètres climatiques de la commune ont été estimés pour le milieu du siècle (2041-2070) selon différents scénarios d'émission de gaz à effet de serre à partir des nouvelles projections climatiques de référence DRIAS-2020. Ils sont consultables sur un site dédié publié par Météo-France en novembre 2022.

## Urbanisme

### Typologie
Au 1er janvier 2024, Saint-Cyr-les-Colons est catégorisée commune rurale à habitat dispersé, selon la nouvelle grille communale de densité à sept niveaux définie par l'Insee en 2022.
Elle est située hors unité urbaine. Par ailleurs la commune fait partie de l'aire d'attraction d'Auxerre, dont elle est une commune de la couronne,. Cette aire, qui regroupe 104 communes, est catégorisée dans les aires de 50 000 à moins de 200 000 habitants,.

### Occupation des sols
L'occupation des sols de la commune, telle qu'elle ressort de la base de données européenne d’occupation biophysique des sols Corine Land Cover (CLC), est marquée par l'importance des territoires agricoles (70,1 % en 2018), une proportion sensiblement équivalente à celle de 1990 (70,6 %). La répartition détaillée en 2018 est la suivante : 
terres arables (65,7 %), forêts (29,2 %), zones agricoles hétérogènes (2,6 %), cultures permanentes (1,8 %), zones urbanisées (0,7 %). L'évolution de l’occupation des sols de la commune et de ses infrastructures peut être observée sur les différentes représentations cartographiques du territoire : la carte de Cassini (XVIIIe siècle), la carte d'état-major (1820-1866) et les cartes ou photos aériennes de l'IGN pour la période actuelle (1950 à aujourd'hui).

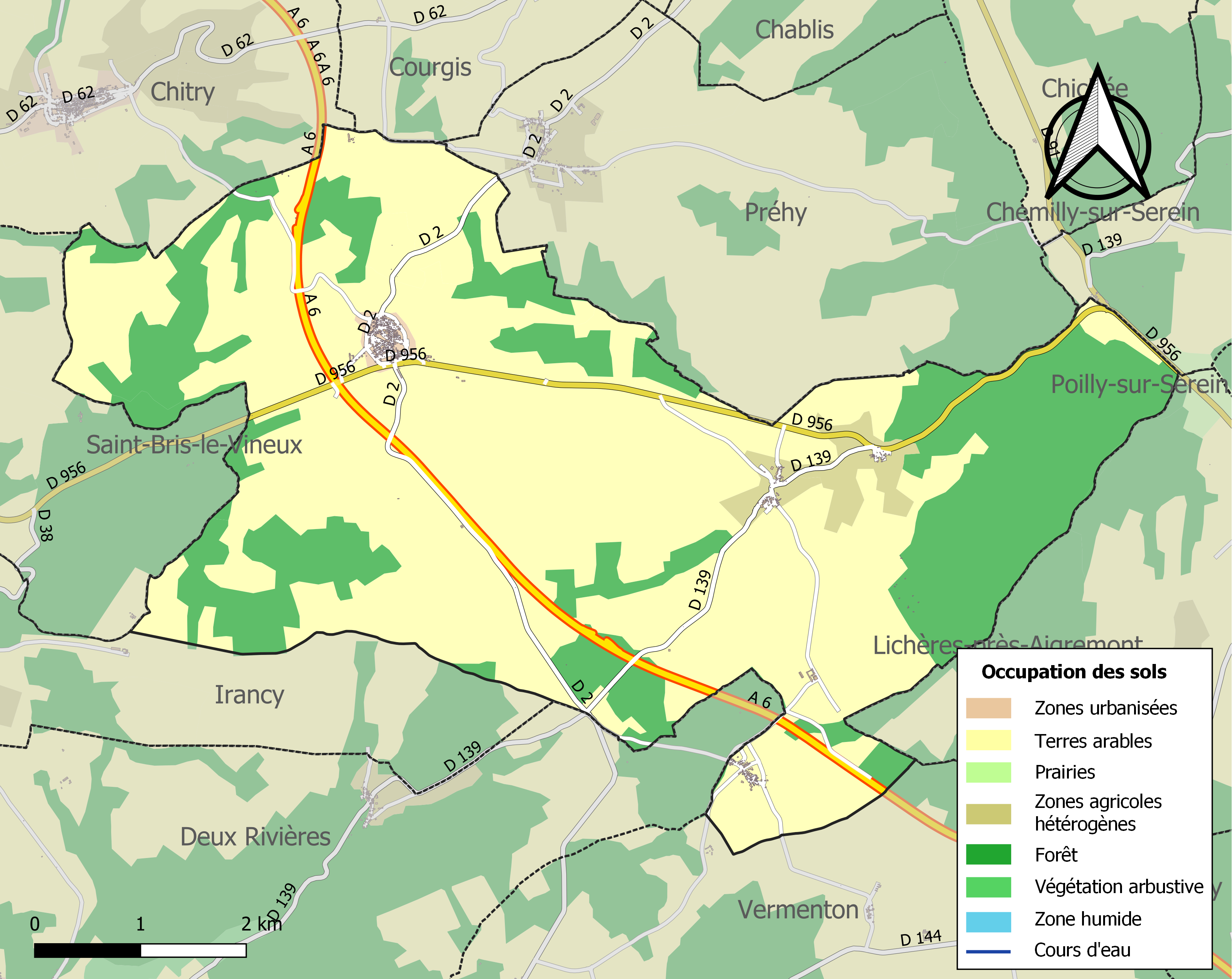
Carte des infrastructures et de l'occupation des sols de la commune en 2018 (CLC).

## Toponymie
Le nom de la commune provient pour partie de saint Cyr, honoré avec sa mère sainte Julitte dans l'église paroissiale qui porte leurs deux noms. Le culte de saint Cyr enfant martyr s'est répandu dans les Gaules et en particulier dans le nord de la Bourgogne actuelle, après que saint Amâtre et saint Savin aient voyagé jusqu'à Antioche où Amâtre trouva le corps de saint Cyr et en donna en relique un bras à saint Savin.
La première mention connue de Saint-Cyr date du synode diocésain appelé « concile d'Auxerre », convoqué vers 585 par saint Aunaire, évêque d'Auxerre 572-605. Cette assemblée réunit entre autres sept abbés, dont celui de Decimiacum ou Decimiacense monasterieum ad sanctum Ciricum.
Au XIIe siècle, on trouve Sanctus Cyricus.
Au XVIIe siècle, le hameau de Coulons, au nord de Saint-Cyr, disparaît ; le nom de Coulons est alors rattaché à celui du village. En 1684 apparaît la première mention connue de Saint-Cire-lès-Coullons.

## Politique et administration
| Période   | Période   | Identité            | Étiquette | Qualité |
| --------- | --------- | ------------------- | --------- | ------- |
| mars 1995 | mars 2001 | Denise Bronca       |           |         |
| mars 2001 |           | François Vinckier   |           |         |
| mars 2008 |           | Michel Legouge      |           |         |
| 2018      | En cours  | Françoise Dolozilek |           |         |

## Démographie
L'évolution du nombre d'habitants est connue à travers les recensements de la population effectués dans la commune depuis 1793. Pour les communes de moins de 10 000 habitants, une enquête de recensement portant sur toute la population est réalisée tous les cinq ans, les populations de référence des années intermédiaires étant quant à elles estimées par interpolation ou extrapolation. Pour la commune, le premier recensement exhaustif entrant dans le cadre du nouveau dispositif a été réalisé en 2008.

En 2022, la commune comptait 446 habitants, en stagnation par rapport à 2016 (Yonne : −1,95 %, France hors Mayotte : +2,11 %).
| 1793 | 1800 | 1806  | 1821 | 1831 | 1836 | 1841 | 1846 | 1851 |
| ---- | ---- | ----- | ---- | ---- | ---- | ---- | ---- | ---- |
| 897  | 918  | 1 074 | 988  | 877  | 870  | 828  | 861  | 854  |

| 1856 | 1861 | 1866 | 1872 | 1876 | 1881 | 1886 | 1891 | 1896 |
| ---- | ---- | ---- | ---- | ---- | ---- | ---- | ---- | ---- |
| 794  | 797  | 783  | 810  | 774  | 772  | 800  | 721  | 683  |

| 1901 | 1906 | 1911 | 1921 | 1926 | 1931 | 1936 | 1946 | 1954 |
| ---- | ---- | ---- | ---- | ---- | ---- | ---- | ---- | ---- |
| 650  | 676  | 642  | 522  | 510  | 502  | 510  | 495  | 488  |

| 1962 | 1968 | 1975 | 1982 | 1990 | 1999 | 2006 | 2008 | 2013 |
| ---- | ---- | ---- | ---- | ---- | ---- | ---- | ---- | ---- |
| 475  | 458  | 501  | 463  | 485  | 344  | 403  | 420  | 437  |

| 2018 | 2022 | - | - | - | - | - | - | - |
| ---- | ---- | - | - | - | - | - | - | - |
| 449  | 446  | - | - | - | - | - | - | - |

## Lieux et monuments
L'église doit son nom à saint Cyr et à sa mère sainte Julitte, deux martyrs chrétiens du IVe siècle.

## Personnalités liées à la commune
Michel Fourniret et Monique Olivier ont habité quelques mois à Saint-Cyr. Ils y ont commis leur premier meurtre commun, celui d'Isabelle Laville au 23 route de la porte de coulon.

## Héraldique
| Blason de Saint-Cyr-les-Colons | Blason  | D'azur à la gerbe de blé d'or. |
| Blason de Saint-Cyr-les-Colons | Détails | Adopté par la municipalité.    |

## Pour approfondir